# Tournoi de qualification olympique masculin de basket-ball 2020
Cet article traite de l'épreuve masculine. Pour la compétition féminine, voir Tournoi de qualification olympique féminin de basket-ball 2020.
Navigation
TQO 2016 TQO 2024
Les Tournois de qualification olympique masculin de basket-ball 2020 sont une série de tournois internationaux de basket-ball organisé par la FIBA permettant d'attribuer les 4 dernières places qualificatives au tournoi masculin de basket-ball des Jeux olympiques de 2020. 
Initialement programmés entre le 23 et le 28 juin 2020, les tournois sont reportés en 2021 (du 29 juin au 4 juillet 2021) à la suite de la crise sanitaire mondiale liée à de la pandémie de Covid-19 qui entraina le report complet des Jeux de Tokyo.
Quatre tournois sont organisés sur quatre sites différents, seul le vainqueur de chacun de ces tournois obtient sa qualification.

## Présentation de l'événement
Les tournois de qualification olympique masculins de basket-ball 2020 mettent aux prises 24 équipes nationales parmi lesquelles quatre d'entre elles se verront attribuer une qualification pour le tournoi olympique des Jeux 2020.
Quatre tournois regroupant chacun six équipes sont organisés dans quatre villes et pays distincts et le vainqueur de chacun de ces tournois sera qualifié pour les Jeux.
Pour chaque tournoi se déroulera une phase de groupe (2 groupes de 3 équipes) puis une phase finale à quatre.

## Équipes participantes
En fonction de leur classement final lors de la Coupe du Monde FIBA 2019, 16 équipes se qualifient pour ces tournois. 
En effet, lors de cette Coupe du Monde, alors que 7 équipes se qualifient directement pour les Jeux 2020 (les 2 meilleures équipes de la zone Europe, les 2 meilleures équipes de la zone Amériques, la meilleure équipe de la zone Afrique, la meilleure équipe de la zone Asie, la meilleure équipe de la zone Océanie et le Japon en tant que pays organisateur), les 16 meilleures équipes restantes sont qualifiées pour les tournois de qualification olympique.
Enfin, 8 équipes supplémentaires prennent part à ces tournois par le biais d'invitations : les deux nations les mieux classées par région au classement mondial FIBA se qualifient.
Le 26 février 2021, la Nouvelle-Zélande se retire du tournoi et est remplacé par les Philippines.
| Compétition/Contexte                         | Places     | Qualifiés |
| -------------------------------------------- | ---------- | --- |
| Coupe du monde masculine de basket-ball 2019 | 16 équipes | Serbie Pologne République tchèque Lituanie Italie Grèce Russie Brésil Venezuela Porto Rico République dominicaine Allemagne Philippines Tunisie Canada Turquie |
| Invitations Zone Europe                      | 2 équipes  | Croatie Slovénie |
| Invitations Zone Amériques                   | 2 équipes  | Mexique Uruguay |
| Invitations Zone Afrique                     | 2 équipes  | Angola Sénégal |
| Invitations Zone Asie-Océanie                | 2 équipes  | Chine Corée du Sud |

## Désignation des pays hôtes
| Voir la carte topographique |

| Voir la carte administrative |

| Voir la carte topographique |

| Voir la carte administrative |

Chaque tournoi est organisé par l'une des nations participantes (en principe un tournoi par continent).
Le 15 novembre 2019, la FIBA annonce la liste des villes et pays hôtes :
| Pays     | Ville choisie |
| -------- | ------------- |
| Canada   | Victoria      |
| Croatie  | Split         |
| Lituanie | Kaunas        |
| Serbie   | Belgrade      |

## Lieux et salles
| Victoria                      | Split            | Kaunas           | Belgrade         |
| ----------------------------- | ---------------- | ---------------- | ---------------- |
| Save-on-Foods Memorial Centre | Spaladium Arena  | Žalgirio Arena   | Štark Arena      |
| Capacité: 7 400               | Capacité: 12 000 | Capacité: 15 552 | Capacité: 18 300 |
|                               |                  |                  |                  |

## Tirage au sort
Chaque tournoi est constitué de 2 groupes de 3 équipes (Groupe A et Groupe B).
Les tournois et les groupes sont décidés lors d'un tirage au sort effectué le 27 novembre 2019 au siège social de la FIBA à Mies (Suisse).

### Modalités du tirage au sort[12]
Les vingt-quatre équipes ont été réparties en six chapeaux, conformément à leur classement mondial FIBA au 16 septembre 2019, après la Coupe du monde 2019.
| Chapeau 1     | Chapeau 2                | Chapeau 3        | Chapeau 4                    | Chapeau 5          | Chapeau 6     |
| ------------- | ------------------------ | ---------------- | ---------------------------- | ------------------ | ------------- |
| Serbie (6e)   | République tchèque (10e) | Croatie (14e)    | Allemagne (18e)              | Mexique (25e)      | Angola (32e)  |
| Grèce (7e)    | Brésil (11e)             | Turquie (15e)    | République dominicaine (19e) | Chine (26e)        | Tunisie (33e) |
| Lituanie (8e) | Italie (12e)             | Slovénie (16e)   | Venezuela (20e)              | Corée du Sud (30e) | Sénégal (35e) |
| Russie (9e)   | Pologne (13e)            | Porto Rico (17e) | Canada (21e)                 | Philippines (31e)  | Uruguay (43e) |

Huit chapeaux supplémentaires, chacun contenant les nombres de 1 à 3, déterminent la position de chaque équipe au sein de son groupe, afin notamment de déterminer l'ordre des rencontres.
Quelques aménagements et restrictions sont applicables pour ce tirage au sort :
- Afin d'équilibrer les groupes, les équipes des chapeaux 1, 4 et 5 seront tirées dans les groupes A ; celles des chapeaux 2, 3 et 6 dans les groupes B ;
- Les pays-hôtes sont automatiquement tirés dans le tournoi qu'ils accueillent ;
- Pour des raisons géographiques :
  - Il ne peut pas y avoir plus de trois équipes venant de la zone Europe dans un tournoi ;
  - Il ne peut pas non plus y avoir plus d'une équipe de la zone Amériques dans un groupe.

### Composition des groupes
| Tournoi de Belgrade                       | Tournoi de Belgrade       | Tournoi de Kaunas               | Tournoi de Kaunas       | Tournoi de Split         | Tournoi de Split       | Tournoi de Victoria | Tournoi de Victoria                |
| Groupe A                                  | Groupe B                  | Groupe A                        | Groupe B                | Groupe A                 | Groupe B               | Groupe A            | Groupe B                           |
| ----------------------------------------- | ------------------------- | ------------------------------- | ----------------------- | ------------------------ | ---------------------- | ------------------- | ---------------------------------- |
| République dominicaine Philippines Serbie | Porto Rico Italie Sénégal | Lituanie Corée du Sud Venezuela | Pologne Slovénie Angola | Allemagne Russie Mexique | Tunisie Croatie Brésil | Grèce Chine Canada  | Uruguay République tchèque Turquie |

## Système de compétition
Chaque tournoi est basé sur le même système de compétition :
Lors de la phase de groupe, chaque équipe affronte les 2 autres équipes de son propre groupe.
A l'issue de cette phase, les équipes sont classées en fonction de leur bilan de victoire(s)/défaite(s) défini par une attribution de points (2 points par victoire, 1 point par défaite, 0 point par défaite par forfait). En cas d'égalité de points entre les 3 équipes, la difference de points en matches puis le nombre de points marqués en match décide du classement. 
Les 2 premières équipes de chaque groupe se qualifient pour la phase finale à élimination directe et les autres équipes sont éliminées.
Lors de la phase finale, les demi-finales opposent Le 1er du Groupe A contre le 2e du Groupe B et le 1er du Groupe B contre le 2e du Groupe A. 
Les vainqueurs s'affrontent en finale et l'équipe gagnante remporte le tournoi (et obtient ainsi sa qualification pour les Jeux 2020).

## Tournoi de Victoria

### Groupe A
| Rang | Équipe | Pts | J | G | P | Pp  | Pc  | Diff |
| ---- | ------ | --- | - | - | - | --- | --- | ---- |
| 1    | Canada | 4   | 2 | 2 | 0 | 206 | 170 | 36   |
| 2    | Grèce  | 3   | 2 | 1 | 1 | 196 | 177 | 19   |
| 3    | Chine  | 2   | 2 | 0 | 2 | 159 | 214 | -55  |

Rencontres :
| 29 juin 2021 16h05 | Rapport | Grèce                                                                     | 91-97                               | Canada                                                               |  | Save-on-Foods Memorial Centre, Victoria Arbitres : Antonio Conde Steven Anderson Luis Castillo |
| 29 juin 2021 16h05 | Rapport | Score par quart-temps : 23-19, 27-27, 21-28, 20-23                        |                                     |                                                                      |  | Save-on-Foods Memorial Centre, Victoria Arbitres : Antonio Conde Steven Anderson Luis Castillo |
| 29 juin 2021 16h05 | Rapport | Score par mi-temps : 50-46, 41-51                                         |                                     |                                                                      |  | Save-on-Foods Memorial Centre, Victoria Arbitres : Antonio Conde Steven Anderson Luis Castillo |
| 29 juin 2021 16h05 | Rapport | Dinos Mitoglou, 21 Dinos Mitoglou, 10 Nick Calathes, 9 Dinos Mitoglou, 21 | Points Rebonds Passes d. Évaluation | Andrew Wiggins, 23 Dwight Powell, 7 Cory Joseph, 6 R. J. Barrett, 20 |  | Save-on-Foods Memorial Centre, Victoria Arbitres : Antonio Conde Steven Anderson Luis Castillo |

| 30 juin 2021 16h05 | Rapport | Canada                                                                | 109-79                              | Chine                                                   |  | Save-on-Foods Memorial Centre, Victoria Arbitres : Aleksandar Glišić Leandro Lezcano Luis Castillo |
| 30 juin 2021 16h05 | Rapport | Score par quart-temps : 27-19, 32-27, 20-19, 30-14                    |                                     |                                                         |  | Save-on-Foods Memorial Centre, Victoria Arbitres : Aleksandar Glišić Leandro Lezcano Luis Castillo |
| 30 juin 2021 16h05 | Rapport | Score par mi-temps : 59-46, 50-33                                     |                                     |                                                         |  | Save-on-Foods Memorial Centre, Victoria Arbitres : Aleksandar Glišić Leandro Lezcano Luis Castillo |
| 30 juin 2021 16h05 | Rapport | Andrew Wiggins, 20 Dwight Powell, 9 Cory Joseph, 7 Andrew Wiggins, 25 | Points Rebonds Passes d. Évaluation | Hu Mingxuan, 24 Shen Zijie, 8 Zhao Jiwei, 5 Zhou Qi, 16 |  | Save-on-Foods Memorial Centre, Victoria Arbitres : Aleksandar Glišić Leandro Lezcano Luis Castillo |

| 1er juillet 2021 16h05 | Rapport | Chine                                                  | 80-105                              | Grèce                                                                                      |  | Save-on-Foods Memorial Centre, Victoria Arbitres : Antonio Conde Luis Castillo Ahmed Al-Shuwaili |
| 1er juillet 2021 16h05 | Rapport | Score par quart-temps : 14-28, 18-24, 27-24, 21-29     |                                     |                                                                                            |  | Save-on-Foods Memorial Centre, Victoria Arbitres : Antonio Conde Luis Castillo Ahmed Al-Shuwaili |
| 1er juillet 2021 16h05 | Rapport | Score par mi-temps : 32-52, 48-53                      |                                     |                                                                                            |  | Save-on-Foods Memorial Centre, Victoria Arbitres : Antonio Conde Luis Castillo Ahmed Al-Shuwaili |
| 1er juillet 2021 16h05 | Rapport | Hu Mingxuan, 16 Zhou Qi, 10 Hu Mingxuan, 5 Zhou Qi, 22 | Points Rebonds Passes d. Évaluation | Giannoulis Larentzakis, 21 Dinos Mitoglou, 7 Nick Calathes, 8 Larentzakis, Papayiánnis, 17 |  | Save-on-Foods Memorial Centre, Victoria Arbitres : Antonio Conde Luis Castillo Ahmed Al-Shuwaili |

### Groupe B
| Rang | Équipe             | Pts | J | G | P | Pp  | Pc  | Diff |
| ---- | ------------------ | --- | - | - | - | --- | --- | ---- |
| 1    | Turquie            | 4   | 2 | 2 | 0 | 182 | 156 | 26   |
| 2    | République tchèque | 3   | 2 | 1 | 1 | 150 | 166 | -16  |
| 3    | Uruguay            | 2   | 2 | 0 | 2 | 165 | 175 | -10  |

Rencontres :
| 29 juin 2021 19h35 | Rapport | Uruguay                                                                     | 86-95                               | Turquie                                                        |  | Save-on-Foods Memorial Centre, Victoria Arbitres : Aleksandar Glišić Leandro Lezcano Ahmed Al-Shuwaili |
| 29 juin 2021 19h35 | Rapport | Score par quart-temps : 22-27, 15-16, 26-18, 23-34                          |                                     |                                                                |  | Save-on-Foods Memorial Centre, Victoria Arbitres : Aleksandar Glišić Leandro Lezcano Ahmed Al-Shuwaili |
| 29 juin 2021 19h35 | Rapport | Score par mi-temps : 37-43, 49-52                                           |                                     |                                                                |  | Save-on-Foods Memorial Centre, Victoria Arbitres : Aleksandar Glišić Leandro Lezcano Ahmed Al-Shuwaili |
| 29 juin 2021 19h35 | Rapport | Jayson Granger, 25 Mathías Calfani, 8 Jayson Granger, 10 Jayson Granger, 29 | Points Rebonds Passes d. Évaluation | Cedi Osman, 27 Cedi Osman, 9 Buğrahan Tuncer, 5 Cedi Osman, 28 |  | Save-on-Foods Memorial Centre, Victoria Arbitres : Aleksandar Glišić Leandro Lezcano Ahmed Al-Shuwaili |

| 30 juin 2021 19h35 | Rapport | Turquie                                                                 | 87-70                               | République tchèque                                                           |  | Save-on-Foods Memorial Centre, Victoria Arbitres : Antonio Conde Steven Anderson Boris Krejić |
| 30 juin 2021 19h35 | Rapport | Score par quart-temps : 17-14, 28-24, 18-16, 24-16                      |                                     |                                                                              |  | Save-on-Foods Memorial Centre, Victoria Arbitres : Antonio Conde Steven Anderson Boris Krejić |
| 30 juin 2021 19h35 | Rapport | Score par mi-temps : 45-38, 42-32                                       |                                     |                                                                              |  | Save-on-Foods Memorial Centre, Victoria Arbitres : Antonio Conde Steven Anderson Boris Krejić |
| 30 juin 2021 19h35 | Rapport | Furkan Korkmaz, 20 Yurtseven, Şengün, 7 Cedi Osman, 6 Trois joueurs, 16 | Points Rebonds Passes d. Évaluation | Tomáš Satoranský, 15 Jan Veselý, 11 Tomáš Satoranský, 6 Tomáš Satoranský, 20 |  | Save-on-Foods Memorial Centre, Victoria Arbitres : Antonio Conde Steven Anderson Boris Krejić |

| 1er juillet 2021 19h35 | Rapport | République tchèque                                                           | 80-79                               | Uruguay                                                     |  | Save-on-Foods Memorial Centre, Victoria Arbitres : Steven Anderson Aleksandar Glišić Boris Krejić |
| 1er juillet 2021 19h35 | Rapport | Score par quart-temps : 19-20, 26-17, 22-20, 13-22                           |                                     |                                                             |  | Save-on-Foods Memorial Centre, Victoria Arbitres : Steven Anderson Aleksandar Glišić Boris Krejić |
| 1er juillet 2021 19h35 | Rapport | Score par mi-temps : 45-37, 35-42                                            |                                     |                                                             |  | Save-on-Foods Memorial Centre, Victoria Arbitres : Steven Anderson Aleksandar Glišić Boris Krejić |
| 1er juillet 2021 19h35 | Rapport | Tomáš Satoranský, 19 Ondřej Balvín, 11 Tomáš Satoranský, 8 Ondřej Balvín, 23 | Points Rebonds Passes d. Évaluation | Granger, Fitipaldo, 22 Jayson Granger, 7 Jayson Granger, 29 |  | Save-on-Foods Memorial Centre, Victoria Arbitres : Steven Anderson Aleksandar Glišić Boris Krejić |

### Tableau final
|  | Demi-finales              | Demi-finales              | Demi-finales              | Demi-finales              |                    |                    | Finale                    | Finale                    | Finale                    | Finale                    |
|  |                           |                           |                           |                           |                    |                    |                           |                           |                           |                           |
|  | 03 juillet 2021, Victoria | 03 juillet 2021, Victoria | 03 juillet 2021, Victoria | 03 juillet 2021, Victoria |                    |                    | 04 juillet 2021, Victoria | 04 juillet 2021, Victoria | 04 juillet 2021, Victoria | 04 juillet 2021, Victoria |
|  | A1                        | Canada                    | 101ap                     | 101ap                     |                    |                    | 04 juillet 2021, Victoria | 04 juillet 2021, Victoria | 04 juillet 2021, Victoria | 04 juillet 2021, Victoria |
|  | A1                        | Canada                    | 101ap                     | 101ap                     |                    |                    | 04 juillet 2021, Victoria | 04 juillet 2021, Victoria | 04 juillet 2021, Victoria | 04 juillet 2021, Victoria |
|  | B2                        | République tchèque        | 103                       | 103                       |                    |                    | 04 juillet 2021, Victoria | 04 juillet 2021, Victoria | 04 juillet 2021, Victoria | 04 juillet 2021, Victoria |
|  | B2                        | République tchèque        | 103                       | 103                       | République tchèque | République tchèque | 97                        | 97                        |                           |                           |
|  | 03 juillet 2021, Victoria |                           |                           |                           | République tchèque | République tchèque | 97                        | 97                        |                           |                           |
|  |                           |                           | Grèce                     | Grèce                     | 72                 | 72                 |                           |                           |                           |                           |
|  | B1                        | Turquie                   | Grèce                     | Grèce                     | 72                 | 72                 | 63                        | 63                        |                           |                           |
|  | B1                        | Turquie                   |                           |                           |                    |                    |                           | 63                        |                           |                           |
|  | A2                        | Grèce                     | 81                        | 81                        |                    |                    |                           |                           |                           |                           |
|  | A2                        | Grèce                     | 81                        | 81                        |                    |                    |                           |                           |                           |                           |

Demi-finales :
| 3 juillet 2021 13h05 | Rapport | Canada                                                               | 101-103                             | République tchèque                                                   | OT | Save-on-Foods Memorial Centre, Victoria Arbitres : Aleksandar Glišić Leandro Lezcano Luis Castillo |
| 3 juillet 2021 13h05 | Rapport | Score par quart-temps : 27-29, 17-23, 16-15, 34-27, OT : 7-9         |                                     |                                                                      | OT | Save-on-Foods Memorial Centre, Victoria Arbitres : Aleksandar Glišić Leandro Lezcano Luis Castillo |
| 3 juillet 2021 13h05 | Rapport | Score par mi-temps : 44-52, 57-51                                    |                                     |                                                                      | OT | Save-on-Foods Memorial Centre, Victoria Arbitres : Aleksandar Glišić Leandro Lezcano Luis Castillo |
| 3 juillet 2021 13h05 | Rapport | R. J. Barrett, 23 Trey Lyles, 11 R. J. Barrett, 6 Andrew Wiggins, 27 | Points Rebonds Passes d. Évaluation | Blake Schilb, 31 Ondřej Balvín, 19 Blake Schilb, 7 Ondřej Balvín, 33 | OT | Save-on-Foods Memorial Centre, Victoria Arbitres : Aleksandar Glišić Leandro Lezcano Luis Castillo |

| 3 juillet 2021 16h05 | Rapport | Turquie                                                           | 63-81                               | Grèce                                                                                   |  | Save-on-Foods Memorial Centre, Victoria Arbitres : Antonio Conde Steven Anderson Boris Krejić |
| 3 juillet 2021 16h05 | Rapport | Score par quart-temps : 22-8, 12-19, 13-24, 16-30                 |                                     |                                                                                         |  | Save-on-Foods Memorial Centre, Victoria Arbitres : Antonio Conde Steven Anderson Boris Krejić |
| 3 juillet 2021 16h05 | Rapport | Score par mi-temps : 34-27, 29-54                                 |                                     |                                                                                         |  | Save-on-Foods Memorial Centre, Victoria Arbitres : Antonio Conde Steven Anderson Boris Krejić |
| 3 juillet 2021 16h05 | Rapport | Furkan Korkmaz, 20 Cedi Osman, 7 Cedi Osman, 3 Furkan Korkmaz, 16 | Points Rebonds Passes d. Évaluation | Nick Calathes, 18 Yórgos Papayiánnis, 13 Konstantínos Sloúkas, 9 Yórgos Papayiánnis, 30 |  | Save-on-Foods Memorial Centre, Victoria Arbitres : Antonio Conde Steven Anderson Boris Krejić |

Finale :
| 4 juillet 2021 16h05 | Rapport | République tchèque                                           | 97-72                               | Grèce                                                                                            |  | Save-on-Foods Memorial Centre, Victoria Arbitres : Antonio Conde Steven Anderson Boris Krejić |
| 4 juillet 2021 16h05 | Rapport | Score par quart-temps : 32-22, 18-21, 31-11, 16-18           |                                     |                                                                                                  |  | Save-on-Foods Memorial Centre, Victoria Arbitres : Antonio Conde Steven Anderson Boris Krejić |
| 4 juillet 2021 16h05 | Rapport | Score par mi-temps : 50-43, 47-29                            |                                     |                                                                                                  |  | Save-on-Foods Memorial Centre, Victoria Arbitres : Antonio Conde Steven Anderson Boris Krejić |
| 4 juillet 2021 16h05 | Rapport | Patrik Auda, 20 Jan Veselý, 9 Jakub Šiřina, 6 Jan Veselý, 31 | Points Rebonds Passes d. Évaluation | Yórgos Papayiánnis, 14 Rogkavopoulos, Mitoglou, 4 Katsívelis, Calathes, 3 Yórgos Papayiánnis, 15 |  | Save-on-Foods Memorial Centre, Victoria Arbitres : Antonio Conde Steven Anderson Boris Krejić |

## Tournoi de Split

### Groupe A
| Rang | Équipe    | Pts | J | G | P | Pp  | Pc  | Diff |
| ---- | --------- | --- | - | - | - | --- | --- | ---- |
| 1    | Allemagne | 4   | 2 | 2 | 0 | 151 | 143 | 8    |
| 2    | Mexique   | 3   | 2 | 1 | 1 | 148 | 146 | 2    |
| 3    | Russie    | 2   | 2 | 0 | 2 | 131 | 141 | -10  |

Rencontres :
| 29 juin 2021 16h30 | Rapport | Allemagne                                                                             | 82-76                               | Mexique                                                               |  | Spaladium Arena, Split Arbitres : Matthew Kallio Eddie Viator Takaki Kato |
| 29 juin 2021 16h30 | Rapport | Score par quart-temps : 19-22, 21-20, 22-25, 20-9                                     |                                     |                                                                       |  | Spaladium Arena, Split Arbitres : Matthew Kallio Eddie Viator Takaki Kato |
| 29 juin 2021 16h30 | Rapport | Score par mi-temps : 40-42, 42-34                                                     |                                     |                                                                       |  | Spaladium Arena, Split Arbitres : Matthew Kallio Eddie Viator Takaki Kato |
| 29 juin 2021 16h30 | Rapport | Joshiko Saibou, 17 Johannes Voigtmann, 10 Johannes Voigtmann, 5 Voigtmann, Saibou, 19 | Points Rebonds Passes d. Évaluation | Francisco Cruz, 30 Gustavo Ayón, 15 Cruz, Stoll, 6 Francisco Cruz, 33 |  | Spaladium Arena, Split Arbitres : Matthew Kallio Eddie Viator Takaki Kato |

| 30 juin 2021 16h30 | Rapport | Mexique                                                              | 72-64                               | Russie                                                                                      |  | Spaladium Arena, Split Arbitres : Jorge Vázquez Eddie Viator RabahNoujaim |
| 30 juin 2021 16h30 | Rapport | Score par quart-temps : 18-16, 13-20, 19-17, 22-21                   |                                     |                                                                                             |  | Spaladium Arena, Split Arbitres : Jorge Vázquez Eddie Viator RabahNoujaim |
| 30 juin 2021 16h30 | Rapport | Score par mi-temps : 31-36, 41-38                                    |                                     |                                                                                             |  | Spaladium Arena, Split Arbitres : Jorge Vázquez Eddie Viator RabahNoujaim |
| 30 juin 2021 16h30 | Rapport | Francisco Cruz, 21 Fabián Jaimes, 9 Gustavo Ayón, 6 Gustavo Ayón, 17 | Points Rebonds Passes d. Évaluation | Semion Antonov, 13 Andreï Vorontsevitch, 8 Andreï Vorontsevitch, 6 Andreï Vorontsevitch, 19 |  | Spaladium Arena, Split Arbitres : Jorge Vázquez Eddie Viator RabahNoujaim |

| 1er juillet 2021 16h30 | Rapport | Russie                                                                              | 67-69                               | Allemagne                                                                              |  | Spaladium Arena, Split Arbitres : Jorge Vázquez Michael Weiland Takaki Kato |
| 1er juillet 2021 16h30 | Rapport | Score par quart-temps : 17-15, 18-17, 18-18, 14-19                                  |                                     |                                                                                        |  | Spaladium Arena, Split Arbitres : Jorge Vázquez Michael Weiland Takaki Kato |
| 1er juillet 2021 16h30 | Rapport | Score par mi-temps : 35-32, 32-37                                                   |                                     |                                                                                        |  | Spaladium Arena, Split Arbitres : Jorge Vázquez Michael Weiland Takaki Kato |
| 1er juillet 2021 16h30 | Rapport | Andreï Vorontsevitch, 17 Semion Antonov, 8 Anton Astapkovitch, 4 Semion Antonov, 17 | Points Rebonds Passes d. Évaluation | Johannes Voigtmann, 13 Johannes Voigtmann, 7 Benzing, Saibou, 3 Johannes Voigtmann, 13 |  | Spaladium Arena, Split Arbitres : Jorge Vázquez Michael Weiland Takaki Kato |

### Groupe B
| Rang | Équipe  | Pts | J | G | P | Pp  | Pc  | Diff |
| ---- | ------- | --- | - | - | - | --- | --- | ---- |
| 1    | Brésil  | 4   | 2 | 2 | 0 | 177 | 124 | 53   |
| 2    | Croatie | 3   | 2 | 1 | 1 | 142 | 164 | -22  |
| 3    | Tunisie | 2   | 2 | 0 | 2 | 127 | 158 | -31  |

Rencontres :
| 29 juin 2021 20h00 | Rapport | Tunisie                                                                       | 57-83                               | Brésil                                                                  |  | Spaladium Arena, Split Arbitres : Ademir Zurapović Jorge Vázquez Michael Weiland |
| 29 juin 2021 20h00 | Rapport | Score par quart-temps : 21-21, 10-22, 15-21, 11-19                            |                                     |                                                                         |  | Spaladium Arena, Split Arbitres : Ademir Zurapović Jorge Vázquez Michael Weiland |
| 29 juin 2021 20h00 | Rapport | Score par mi-temps : 31-43, 26-40                                             |                                     |                                                                         |  | Spaladium Arena, Split Arbitres : Ademir Zurapović Jorge Vázquez Michael Weiland |
| 29 juin 2021 20h00 | Rapport | Oussama Marnaoui, 13 Salah Mejri, 7 Abada, El Mabrouk, 4 Oussama Marnaoui, 12 | Points Rebonds Passes d. Évaluation | Vítor Benite, 15 Anderson Varejão, 8 Yago dos Santos, 8 Alex Garcia, 15 |  | Spaladium Arena, Split Arbitres : Ademir Zurapović Jorge Vázquez Michael Weiland |

| 30 juin 2021 20h00 | Rapport | Brésil                                                                           | 94-67                               | Croatie                                                         |  | Spaladium Arena, Split Arbitres : Ademir Zurapović Matthew Kallio Michael Weiland |
| 30 juin 2021 20h00 | Rapport | Score par quart-temps : 25-20, 20-14, 26-21, 23-12                               |                                     |                                                                 |  | Spaladium Arena, Split Arbitres : Ademir Zurapović Matthew Kallio Michael Weiland |
| 30 juin 2021 20h00 | Rapport | Score par mi-temps : 45-34, 49-33                                                |                                     |                                                                 |  | Spaladium Arena, Split Arbitres : Ademir Zurapović Matthew Kallio Michael Weiland |
| 30 juin 2021 20h00 | Rapport | Rafael Hettsheimeir, 20 Bruno Caboclo, 8 Marcelinho Huertas, 8 Bruno Caboclo, 24 | Points Rebonds Passes d. Évaluation | Bojan Bogdanović, 16 Miro Bilan, 7 Ukić, Rogić, 4 Roko Ukić, 14 |  | Spaladium Arena, Split Arbitres : Ademir Zurapović Matthew Kallio Michael Weiland |

| 1er juillet 2021 20h00 | Rapport | Croatie                                                             | 75-70                               | Tunisie                                                                  |  | Spaladium Arena, Split Arbitres : Eddie Viator Andrés Bartel Rabah Noujaim |
| 1er juillet 2021 20h00 | Rapport | Score par quart-temps : 20-11, 22-17, 14-29, 19-13                  |                                     |                                                                          |  | Spaladium Arena, Split Arbitres : Eddie Viator Andrés Bartel Rabah Noujaim |
| 1er juillet 2021 20h00 | Rapport | Score par mi-temps : 42-28, 33-42                                   |                                     |                                                                          |  | Spaladium Arena, Split Arbitres : Eddie Viator Andrés Bartel Rabah Noujaim |
| 1er juillet 2021 20h00 | Rapport | Mario Hezonja, 27 Ante Žižić, 12 Mario Hezonja, 3 Mario Hezonja, 28 | Points Rebonds Passes d. Évaluation | Radhouane Slimane, 15 Radhouane Slimane, 7 Omar Abada, 7 Salah Mejri, 17 |  | Spaladium Arena, Split Arbitres : Eddie Viator Andrés Bartel Rabah Noujaim |

### Tableau final
|  | Demi-finales           | Demi-finales           | Demi-finales           | Demi-finales           |           |           | Finale                 | Finale                 | Finale                 | Finale                 |
|  |                        |                        |                        |                        |           |           |                        |                        |                        |                        |
|  | 03 juillet 2021, Split | 03 juillet 2021, Split | 03 juillet 2021, Split | 03 juillet 2021, Split |           |           | 04 juillet 2021, Split | 04 juillet 2021, Split | 04 juillet 2021, Split | 04 juillet 2021, Split |
|  | A1                     | Allemagne              | 86                     | 86                     |           |           | 04 juillet 2021, Split | 04 juillet 2021, Split | 04 juillet 2021, Split | 04 juillet 2021, Split |
|  | A1                     | Allemagne              | 86                     | 86                     |           |           | 04 juillet 2021, Split | 04 juillet 2021, Split | 04 juillet 2021, Split | 04 juillet 2021, Split |
|  | B2                     | Croatie                | 76                     | 76                     |           |           | 04 juillet 2021, Split | 04 juillet 2021, Split | 04 juillet 2021, Split | 04 juillet 2021, Split |
|  | B2                     | Croatie                | 76                     | 76                     | Allemagne | Allemagne | 75                     | 75                     |                        |                        |
|  | 03 juillet 2021, Split |                        |                        |                        | Allemagne | Allemagne | 75                     | 75                     |                        |                        |
|  |                        |                        | Brésil                 | Brésil                 | 64        | 64        |                        |                        |                        |                        |
|  | B1                     | Brésil                 | Brésil                 | Brésil                 | 64        | 64        | 102                    | 102                    |                        |                        |
|  | B1                     | Brésil                 |                        |                        |           |           |                        | 102                    |                        |                        |
|  | A2                     | Mexique                | 74                     | 74                     |           |           |                        |                        |                        |                        |
|  | A2                     | Mexique                | 74                     | 74                     |           |           |                        |                        |                        |                        |

Demi-finales :
| 3 juillet 2021 12h30 | Rapport | Brésil                                                                | 102-74                              | Mexique                                                              |  | Spaladium Arena, Split Arbitres : Ademir Zurapović Eddie Viator Takaki Kato |
| 3 juillet 2021 12h30 | Rapport | Score par quart-temps : 24-18, 29-24, 27-15, 22-17                    |                                     |                                                                      |  | Spaladium Arena, Split Arbitres : Ademir Zurapović Eddie Viator Takaki Kato |
| 3 juillet 2021 12h30 | Rapport | Score par mi-temps : 53-42, 49-32                                     |                                     |                                                                      |  | Spaladium Arena, Split Arbitres : Ademir Zurapović Eddie Viator Takaki Kato |
| 3 juillet 2021 12h30 | Rapport | Vítor Benite, 22 Trois joueurs, 5 Yago dos Santos, 6 Vítor Benite, 23 | Points Rebonds Passes d. Évaluation | Francisco Cruz, 18 Fabian Jaimes, 8 Paul Stoll, 7 Francisco Cruz, 19 |  | Spaladium Arena, Split Arbitres : Ademir Zurapović Eddie Viator Takaki Kato |

| 3 juillet 2021 16h00 | Rapport | Allemagne                                               | 86-76                               | Croatie                                                                      |  | Spaladium Arena, Split Arbitres : Matthew Kallio Jorge Vázquez Michael Weiland |
| 3 juillet 2021 16h00 | Rapport | Score par quart-temps : 19-23, 24-22, 13-18, 30-13      |                                     |                                                                              |  | Spaladium Arena, Split Arbitres : Matthew Kallio Jorge Vázquez Michael Weiland |
| 3 juillet 2021 16h00 | Rapport | Score par mi-temps : 43-45, 43-31                       |                                     |                                                                              |  | Spaladium Arena, Split Arbitres : Matthew Kallio Jorge Vázquez Michael Weiland |
| 3 juillet 2021 16h00 | Rapport | Maodo Lô, 29 Danilo Barthel, 6 Maodo Lô, 8 Maodo Lô, 25 | Points Rebonds Passes d. Évaluation | Bojan Bogdanović, 38 Hezonja, Žižić, 6 Mario Hezonja, 3 Bojan Bogdanović, 27 |  | Spaladium Arena, Split Arbitres : Matthew Kallio Jorge Vázquez Michael Weiland |

Finale :
| 4 juillet 2021 19h30 | Rapport | Allemagne                                                              | 75-64                               | Brésil                                                                          |  | Spaladium Arena, Split Arbitres : Ademir Zurapović Matthew Kallio Michael Weiland |
| 4 juillet 2021 19h30 | Rapport | Score par quart-temps : 14-17, 22-17, 16-12, 23-18                     |                                     |                                                                                 |  | Spaladium Arena, Split Arbitres : Ademir Zurapović Matthew Kallio Michael Weiland |
| 4 juillet 2021 19h30 | Rapport | Score par mi-temps : 36-34, 39-30                                      |                                     |                                                                                 |  | Spaladium Arena, Split Arbitres : Ademir Zurapović Matthew Kallio Michael Weiland |
| 4 juillet 2021 19h30 | Rapport | Moritz Wagner, 28 Johannes Voigtmann, 11 Maodo Lô, 5 Moritz Wagner, 27 | Points Rebonds Passes d. Évaluation | Anderson Varejão, 14 Benite, Caboclo, 5 Benite, Huertas, 3 Anderson Varejão, 15 |  | Spaladium Arena, Split Arbitres : Ademir Zurapović Matthew Kallio Michael Weiland |

## Tournoi de Kaunas

### Groupe A
| Rang | Équipe       | Pts | J | G | P | Pp  | Pc  | Diff |
| ---- | ------------ | --- | - | - | - | --- | --- | ---- |
| 1    | Lituanie     | 4   | 2 | 2 | 0 | 172 | 122 | 50   |
| 2    | Venezuela    | 3   | 2 | 1 | 1 | 159 | 156 | 3    |
| 3    | Corée du Sud | 2   | 2 | 0 | 2 | 137 | 190 | -53  |

Rencontres :
| 29 juin 2021 19h30 | Rapport | Lituanie                                                                              | 76-65                               | Venezuela                                                              |  | Žalgirio Arena, Kaunas Arbitres : Roberto Vázquez Saverio Lanzarini Yevgeniy Mikheyev |
| 29 juin 2021 19h30 | Rapport | Score par quart-temps : 11-10, 25-18, 19-16, 21-21                                    |                                     |                                                                        |  | Žalgirio Arena, Kaunas Arbitres : Roberto Vázquez Saverio Lanzarini Yevgeniy Mikheyev |
| 29 juin 2021 19h30 | Rapport | Score par mi-temps : 36-28, 40-37                                                     |                                     |                                                                        |  | Žalgirio Arena, Kaunas Arbitres : Roberto Vázquez Saverio Lanzarini Yevgeniy Mikheyev |
| 29 juin 2021 19h30 | Rapport | Jonas Valančiūnas, 20 Jonas Valančiūnas, 11 Rokas Jokubaitis, 5 Jonas Valančiūnas, 30 | Points Rebonds Passes d. Évaluation | David Cubillán, 11 Michael Carrera, 6 Gregory Vargas, 4 Garly Sojo, 11 |  | Žalgirio Arena, Kaunas Arbitres : Roberto Vázquez Saverio Lanzarini Yevgeniy Mikheyev |

| 30 juin 2020 19h30 | Rapport | Venezuela                                                                       | 94-80                               | Corée du Sud                                                  |  | Žalgirio Arena, Kaunas Arbitres : Juan Fernández Yu Jung Scott Beker |
| 30 juin 2020 19h30 | Rapport | Score par quart-temps : 27-18, 29-20, 14-28, 24-14                              |                                     |                                                               |  | Žalgirio Arena, Kaunas Arbitres : Juan Fernández Yu Jung Scott Beker |
| 30 juin 2020 19h30 | Rapport | Score par mi-temps : 56-38, 38-42                                               |                                     |                                                               |  | Žalgirio Arena, Kaunas Arbitres : Juan Fernández Yu Jung Scott Beker |
| 30 juin 2020 19h30 | Rapport | Heissler Guillént, 17 Michael Carrera, 12 Quatre joueurs, 4 Michael Carrera, 28 | Points Rebonds Passes d. Évaluation | Lee Hyun-jung, 18 Ra Gun-ah, 10 Lee Dae-sung, 8 Ra Gun-ah, 24 |  | Žalgirio Arena, Kaunas Arbitres : Juan Fernández Yu Jung Scott Beker |

| 1er juillet 2021 19h30 | Rapport | Corée du Sud                                               | 57-96                               | Lituanie                                                                              |  | Žalgirio Arena, Kaunas Arbitres : Roberto Vázquez Saverio Lanzarini Samir Abaakil |
| 1er juillet 2021 19h30 | Rapport | Score par quart-temps : 16-28, 18-21, 9-27, 14-20          |                                     |                                                                                       |  | Žalgirio Arena, Kaunas Arbitres : Roberto Vázquez Saverio Lanzarini Samir Abaakil |
| 1er juillet 2021 19h30 | Rapport | Score par mi-temps : 34-49, 23-47                          |                                     |                                                                                       |  | Žalgirio Arena, Kaunas Arbitres : Roberto Vázquez Saverio Lanzarini Samir Abaakil |
| 1er juillet 2021 19h30 | Rapport | Ra Gun-ah, 26 Ra Gun-ah, 8 Lee D., Lee H., 4 Ra Gun-ah, 21 | Points Rebonds Passes d. Évaluation | Jonas Valančiūnas, 15 Jonas Valančiūnas, 13 Mantas Kalnietis, 9 Jonas Valančiūnas, 28 |  | Žalgirio Arena, Kaunas Arbitres : Roberto Vázquez Saverio Lanzarini Samir Abaakil |

### Groupe B
| Rang | Équipe   | Pts | J | G | P | Pp  | Pc  | Diff |
| ---- | -------- | --- | - | - | - | --- | --- | ---- |
| 1    | Slovénie | 4   | 3 | 2 | 0 | 230 | 145 | 85   |
| 2    | Pologne  | 3   | 2 | 1 | 1 | 160 | 176 | -16  |
| 3    | Angola   | 2   | 2 | 0 | 2 | 132 | 201 | -69  |

Rencontres :
| 29 juin 2021 16h30 | Rapport | Pologne                                                                      | 83-64                               | Angola                                                                  |  | Žalgirio Arena, Kaunas Arbitres : Juan Fernández Manuel Mazzoni Scott Baker |
| 29 juin 2021 16h30 | Rapport | Score par quart-temps : 24-19, 19-12, 19-14, 21-19                           |                                     |                                                                         |  | Žalgirio Arena, Kaunas Arbitres : Juan Fernández Manuel Mazzoni Scott Baker |
| 29 juin 2021 16h30 | Rapport | Score par mi-temps : 43-31, 40-33                                            |                                     |                                                                         |  | Žalgirio Arena, Kaunas Arbitres : Juan Fernández Manuel Mazzoni Scott Baker |
| 29 juin 2021 16h30 | Rapport | Mateusz Ponitka, 22 Quatre joueurs, 4 A. J. Slaughter, 6 A. J. Slaughter, 22 | Points Rebonds Passes d. Évaluation | Yanick Moreira, 27 Yanick Moreira, 7 Pedro Bastos, 4 Yanick Moreira, 26 |  | Žalgirio Arena, Kaunas Arbitres : Juan Fernández Manuel Mazzoni Scott Baker |

| 30 juin 2021 16h30 | Rapport | Angola                                                                    | 68-118                              | Slovénie                                                         |  | Žalgirio Arena, Kaunas Arbitres : Roberto Vázquez Manuel Mazzoni Samir Abaakil |
| 30 juin 2021 16h30 | Rapport | Score par quart-temps : 9-33, 21-31, 14-26, 24-28                         |                                     |                                                                  |  | Žalgirio Arena, Kaunas Arbitres : Roberto Vázquez Manuel Mazzoni Samir Abaakil |
| 30 juin 2021 16h30 | Rapport | Score par mi-temps : 30-64, 38-54                                         |                                     |                                                                  |  | Žalgirio Arena, Kaunas Arbitres : Roberto Vázquez Manuel Mazzoni Samir Abaakil |
| 30 juin 2021 16h30 | Rapport | Yanick Moreira, 15 Gakou, Moreira, 6 Edson Ndoniema, 3 Ndoniema, Gakou 11 | Points Rebonds Passes d. Évaluation | Zoran Dragić, 16 Dimec, Dončić, 6 Luka Dončić, 9 Luka Dončić, 26 |  | Žalgirio Arena, Kaunas Arbitres : Roberto Vázquez Manuel Mazzoni Samir Abaakil |

| 1er juillet 2021 16h30 | Rapport | Slovénie                                                       | 112-77                              | Pologne                                                                       |  | Žalgirio Arena, Kaunas Arbitres : Juan Fernández Yu Jung Yevgeniy Mikheyev |
| 1er juillet 2021 16h30 | Rapport | Score par quart-temps : 29-26, 34-20, 20-14, 29-17             |                                     |                                                                               |  | Žalgirio Arena, Kaunas Arbitres : Juan Fernández Yu Jung Yevgeniy Mikheyev |
| 1er juillet 2021 16h30 | Rapport | Score par mi-temps : 63-46, 59-31                              |                                     |                                                                               |  | Žalgirio Arena, Kaunas Arbitres : Juan Fernández Yu Jung Yevgeniy Mikheyev |
| 1er juillet 2021 16h30 | Rapport | Luka Dončić, 18 Mike Tobey, 10 Luka Dončić, 10 Luka Dončić, 25 | Points Rebonds Passes d. Évaluation | Mateusz Ponitka, 16 Mateusz Ponitka, 7 A. J. Slaughter, 5 Mateusz Ponitka, 17 |  | Žalgirio Arena, Kaunas Arbitres : Juan Fernández Yu Jung Yevgeniy Mikheyev |

### Tableau final
|  | Demi-finales            | Demi-finales            | Demi-finales            | Demi-finales            |          |          | Finale                  | Finale                  | Finale                  | Finale                  |
|  |                         |                         |                         |                         |          |          |                         |                         |                         |                         |
|  | 03 juillet 2021, Kaunas | 03 juillet 2021, Kaunas | 03 juillet 2021, Kaunas | 03 juillet 2021, Kaunas |          |          | 04 juillet 2021, Kaunas | 04 juillet 2021, Kaunas | 04 juillet 2021, Kaunas | 04 juillet 2021, Kaunas |
|  | A1                      | Lituanie                | 88                      | 88                      |          |          | 04 juillet 2021, Kaunas | 04 juillet 2021, Kaunas | 04 juillet 2021, Kaunas | 04 juillet 2021, Kaunas |
|  | A1                      | Lituanie                | 88                      | 88                      |          |          | 04 juillet 2021, Kaunas | 04 juillet 2021, Kaunas | 04 juillet 2021, Kaunas | 04 juillet 2021, Kaunas |
|  | B2                      | Pologne                 | 69                      | 69                      |          |          | 04 juillet 2021, Kaunas | 04 juillet 2021, Kaunas | 04 juillet 2021, Kaunas | 04 juillet 2021, Kaunas |
|  | B2                      | Pologne                 | 69                      | 69                      | Lituanie | Lituanie | 85                      | 85                      |                         |                         |
|  | 03 juillet 2021, Kaunas |                         |                         |                         | Lituanie | Lituanie | 85                      | 85                      |                         |                         |
|  |                         |                         | Slovénie                | Slovénie                | 96       | 96       |                         |                         |                         |                         |
|  | B1                      | Slovénie                | Slovénie                | Slovénie                | 96       | 96       | 98                      | 98                      |                         |                         |
|  | B1                      | Slovénie                |                         |                         |          |          |                         | 98                      |                         |                         |
|  | A2                      | Venezuela               | 70                      | 70                      |          |          |                         |                         |                         |                         |
|  | A2                      | Venezuela               | 70                      | 70                      |          |          |                         |                         |                         |                         |

Demi-finales :
| 3 juillet 2021 16h30 | Rapport | Slovénie                                                     | 98-70                               | Venezuela                                                                       |  | Žalgirio Arena, Kaunas Arbitres : Roberto Vázquez Yu Jung Saverio Lanzarini |
| 3 juillet 2021 16h30 | Rapport | Score par quart-temps : 26-21, 22-20, 23-14, 27-15           |                                     |                                                                                 |  | Žalgirio Arena, Kaunas Arbitres : Roberto Vázquez Yu Jung Saverio Lanzarini |
| 3 juillet 2021 16h30 | Rapport | Score par mi-temps : 48-41, 50-29                            |                                     |                                                                                 |  | Žalgirio Arena, Kaunas Arbitres : Roberto Vázquez Yu Jung Saverio Lanzarini |
| 3 juillet 2021 16h30 | Rapport | Mike Tobey, 27 Mike Tobey, 12 Luka Dončić, 13 Mike Tobey, 35 | Points Rebonds Passes d. Évaluation | Carrera, Chourio, 16 Michael Carrera, 6 Guillént, Vargas, 3 Michael Carrera, 18 |  | Žalgirio Arena, Kaunas Arbitres : Roberto Vázquez Yu Jung Saverio Lanzarini |

| 3 juillet 2021 19h30 | Rapport | Lituanie                                                                                  | 88-69                               | Pologne                                                                       |  | Žalgirio Arena, Kaunas Arbitres : Juan Fernández Manuel Mazzoni Scott Beker |
| 3 juillet 2021 19h30 | Rapport | Score par quart-temps : 23-19, 23-26, 16-6, 26-18                                         |                                     |                                                                               |  | Žalgirio Arena, Kaunas Arbitres : Juan Fernández Manuel Mazzoni Scott Beker |
| 3 juillet 2021 19h30 | Rapport | Score par mi-temps : 46-45, 42-24                                                         |                                     |                                                                               |  | Žalgirio Arena, Kaunas Arbitres : Juan Fernández Manuel Mazzoni Scott Beker |
| 3 juillet 2021 19h30 | Rapport | Domantas Sabonis, 17 Sabonis, Valančiūnas, 8 Mantas Kalnietis, 4 Sabonis, Valančiūnas, 20 | Points Rebonds Passes d. Évaluation | A. J. Slaughter, 19 Balcerowski, Hrycaniuk, 3 Quatre joueurs, 3 Aaron Cel, 12 |  | Žalgirio Arena, Kaunas Arbitres : Juan Fernández Manuel Mazzoni Scott Beker |

Finale :
| 4 juillet 2021 19h30 | Rapport | Lituanie                                                                           | 85-96                               | Slovénie                                                        |  | Žalgirio Arena, Kaunas Arbitres : Roberto Vázquez Juan Fernández Manuel Mazzoni |
| 4 juillet 2021 19h30 | Rapport | Score par quart-temps : 24-28, 28-24, 17-28, 16-16                                 |                                     |                                                                 |  | Žalgirio Arena, Kaunas Arbitres : Roberto Vázquez Juan Fernández Manuel Mazzoni |
| 4 juillet 2021 19h30 | Rapport | Score par mi-temps : 52-52, 33-44                                                  |                                     |                                                                 |  | Žalgirio Arena, Kaunas Arbitres : Roberto Vázquez Juan Fernández Manuel Mazzoni |
| 4 juillet 2021 19h30 | Rapport | Trois joueurs, 14 Sabonis, Valančiūnas, 6 Marius Grigonis, 6 Arnas Butkevičius, 20 | Points Rebonds Passes d. Évaluation | Luka Dončić, 31 Luka Dončić, 11 Luka Dončić, 13 Luka Dončić, 42 |  | Žalgirio Arena, Kaunas Arbitres : Roberto Vázquez Juan Fernández Manuel Mazzoni |

## Tournoi de Belgrade

### Groupe A
| Rang | Équipe                 | Pts | J | G | P | Pp  | Pc  | Diff |
| ---- | ---------------------- | --- | - | - | - | --- | --- | ---- |
| 1    | Serbie                 | 4   | 2 | 2 | 0 | 177 | 152 | 25   |
| 2    | République dominicaine | 3   | 2 | 1 | 1 | 170 | 161 | 9    |
| 3    | Philippines            | 2   | 2 | 0 | 2 | 143 | 177 | -34  |

Rencontres :
| 29 juin 2021 20h15 | Rapport | République dominicaine                                          | 76-94                               | Serbie                                                                           |  | Štark Arena, Belgrade Arbitres : Guilherme Locatelli Mārtiņš Kozlovskis Georgios Poursanidis |
| 29 juin 2021 20h15 | Rapport | Score par quart-temps : 23-31, 24-16, 19-20, 10-27              |                                     |                                                                                  |  | Štark Arena, Belgrade Arbitres : Guilherme Locatelli Mārtiņš Kozlovskis Georgios Poursanidis |
| 29 juin 2021 20h15 | Rapport | Score par mi-temps : 47-47, 29-47                               |                                     |                                                                                  |  | Štark Arena, Belgrade Arbitres : Guilherme Locatelli Mārtiņš Kozlovskis Georgios Poursanidis |
| 29 juin 2021 20h15 | Rapport | Liz, Torres, 16 Víctor Liz, 9 Torres, Solano, 4 Mike Torres, 16 | Points Rebonds Passes d. Évaluation | Boban Marjanović, 18 Boban Marjanović, 10 Miloš Teodosić, 6 Boban Marjanović, 27 |  | Štark Arena, Belgrade Arbitres : Guilherme Locatelli Mārtiņš Kozlovskis Georgios Poursanidis |

| 30 juin 2021 20h15 | Rapport | Serbie                                                                           | 83-76                               | Philippines                                                               |  | Štark Arena, Belgrade Arbitres : Yohan Rosso Omar Bermúdez James Boyer (AUS) |
| 30 juin 2021 20h15 | Rapport | Score par quart-temps : 22-16, 23-18, 22-28, 16-14                               |                                     |                                                                           |  | Štark Arena, Belgrade Arbitres : Yohan Rosso Omar Bermúdez James Boyer (AUS) |
| 30 juin 2021 20h15 | Rapport | Score par mi-temps : 45-34, 38-42                                                |                                     |                                                                           |  | Štark Arena, Belgrade Arbitres : Yohan Rosso Omar Bermúdez James Boyer (AUS) |
| 30 juin 2021 20h15 | Rapport | Boban Marjanović, 25 Boban Marjanović, 10 Miloš Teodosić, 6 Boban Marjanović, 29 | Points Rebonds Passes d. Évaluation | Angelo Kouame, 17 Angelo Kouame, 7 Samjosef Belangel, 6 Angelo Kouame, 23 |  | Štark Arena, Belgrade Arbitres : Yohan Rosso Omar Bermúdez James Boyer (AUS) |

| 1er juillet 2021 20h15 | Rapport | Philippines                                                                  | 67-94                               | République dominicaine                                           |  | Štark Arena, Belgrade Arbitres : Guilherme Locatelli Mārtiņš Kozlovskis Kingsley Ojeaburu |
| 1er juillet 2021 20h15 | Rapport | Score par quart-temps : 22-23, 19-16, 10-26, 16-29                           |                                     |                                                                  |  | Štark Arena, Belgrade Arbitres : Guilherme Locatelli Mārtiņš Kozlovskis Kingsley Ojeaburu |
| 1er juillet 2021 20h15 | Rapport | Score par mi-temps : 41-39, 36-55                                            |                                     |                                                                  |  | Štark Arena, Belgrade Arbitres : Guilherme Locatelli Mārtiņš Kozlovskis Kingsley Ojeaburu |
| 1er juillet 2021 20h15 | Rapport | Jordan Heading, 16 Angelo Kouame, 6 Samjosef Belangel, 10 Jordan Heading, 13 | Points Rebonds Passes d. Évaluation | Víctor Liz, 23 Jhonatan Araújo, 7 Mike Torres, 6 Mike Torres, 27 |  | Štark Arena, Belgrade Arbitres : Guilherme Locatelli Mārtiņš Kozlovskis Kingsley Ojeaburu |

### Groupe B
Le Sénégal déclare forfait le 28 juin 2021 à la suite de la confirmation de quatre cas positifs au Covid-19.
| Rang | Équipe     | Pts | J | G | P | Pp  | Pc | Diff |
| ---- | ---------- | --- | - | - | - | --- | -- | ---- |
| 1    | Italie     | 4   | 2 | 2 | 0 | 110 | 83 | 27   |
| 2    | Porto Rico | 3   | 2 | 1 | 1 | 103 | 90 | 13   |
| 3    | Sénégal    | 0   | 2 | 0 | 2 | 0   | 40 | -40  |

Rencontres :
| 29 juin 2021 | Forfait | Porto Rico | 20-0 | Sénégal |  | Štark Arena, Belgrade |

| 30 juin 2021 | Forfait | Sénégal | 0-20 | Italie |  | Štark Arena, Belgrade |

| 1er juillet 2021 16h30 | Rapport | Italie                                                                      | 90-83                               | Porto Rico                                                      |  | Štark Arena, Belgrade Arbitres : Yohan Rosso Omar Bermúdez Yener Yılmaz |
| 1er juillet 2021 16h30 | Rapport | Score par quart-temps : 18-24, 19-20, 27-14, 26-25                          |                                     |                                                                 |  | Štark Arena, Belgrade Arbitres : Yohan Rosso Omar Bermúdez Yener Yılmaz |
| 1er juillet 2021 16h30 | Rapport | Score par mi-temps : 37-44, 53-39                                           |                                     |                                                                 |  | Štark Arena, Belgrade Arbitres : Yohan Rosso Omar Bermúdez Yener Yılmaz |
| 1er juillet 2021 16h30 | Rapport | Trois joueurs, 21 Achille Polonara, 11 Nico Mannion, 6 Achille Polonara, 30 | Points Rebonds Passes d. Évaluation | Gian Clavell, 24 Gary Browne, 9 Gary Browne, 16 Gary Browne, 30 |  | Štark Arena, Belgrade Arbitres : Yohan Rosso Omar Bermúdez Yener Yılmaz |

### Tableau final
|  | Demi-finales              | Demi-finales              | Demi-finales              | Demi-finales              |        |        | Finale                    | Finale                    | Finale                    | Finale                    |
|  |                           |                           |                           |                           |        |        |                           |                           |                           |                           |
|  | 03 juillet 2021, Belgrade | 03 juillet 2021, Belgrade | 03 juillet 2021, Belgrade | 03 juillet 2021, Belgrade |        |        | 04 juillet 2021, Belgrade | 04 juillet 2021, Belgrade | 04 juillet 2021, Belgrade | 04 juillet 2021, Belgrade |
|  | A1                        | Serbie                    | 102                       | 102                       |        |        | 04 juillet 2021, Belgrade | 04 juillet 2021, Belgrade | 04 juillet 2021, Belgrade | 04 juillet 2021, Belgrade |
|  | A1                        | Serbie                    | 102                       | 102                       |        |        | 04 juillet 2021, Belgrade | 04 juillet 2021, Belgrade | 04 juillet 2021, Belgrade | 04 juillet 2021, Belgrade |
|  | B2                        | Porto Rico                | 84                        | 84                        |        |        | 04 juillet 2021, Belgrade | 04 juillet 2021, Belgrade | 04 juillet 2021, Belgrade | 04 juillet 2021, Belgrade |
|  | B2                        | Porto Rico                | 84                        | 84                        | Serbie | Serbie | 95                        | 95                        |                           |                           |
|  | 03 juillet 2021, Belgrade |                           |                           |                           | Serbie | Serbie | 95                        | 95                        |                           |                           |
|  |                           |                           | Italie                    | Italie                    | 102    | 102    |                           |                           |                           |                           |
|  | B1                        | Italie                    | Italie                    | Italie                    | 102    | 102    | 79                        | 79                        |                           |                           |
|  | B1                        | Italie                    |                           |                           |        |        |                           | 79                        |                           |                           |
|  | A2                        | République dominicaine    | 59                        | 59                        |        |        |                           |                           |                           |                           |
|  | A2                        | République dominicaine    | 59                        | 59                        |        |        |                           |                           |                           |                           |

Demi-finales :
| 3 juillet 2021 13h00 | Rapport | Italie                                                                         | 79-59                               | République dominicaine                                                      |  | Štark Arena, Belgrade Arbitres : Guilherme Locatelli Mārtiņš Kozlovskis Georgios Poursanidis |
| 3 juillet 2021 13h00 | Rapport | Score par quart-temps : 22-14, 20-16, 24-8, 13-21                              |                                     |                                                                             |  | Štark Arena, Belgrade Arbitres : Guilherme Locatelli Mārtiņš Kozlovskis Georgios Poursanidis |
| 3 juillet 2021 13h00 | Rapport | Score par mi-temps : 42-30, 37-29                                              |                                     |                                                                             |  | Štark Arena, Belgrade Arbitres : Guilherme Locatelli Mārtiņš Kozlovskis Georgios Poursanidis |
| 3 juillet 2021 13h00 | Rapport | Simone Fontecchio, 17 Trois joueurs, 5 Quatre joueurs, 3 Simone Fontecchio, 20 | Points Rebonds Passes d. Évaluation | Brandone Francis, 12 Luis Santos, 7 Mendoza, Solano, 4 Brandone Francis, 13 |  | Štark Arena, Belgrade Arbitres : Guilherme Locatelli Mārtiņš Kozlovskis Georgios Poursanidis |

| 3 juillet 2021 16h00 | Rapport | Serbie                                                                     | 102-84                              | Porto Rico                                                           |  | Štark Arena, Belgrade Arbitres : Yohan Rosso Omar Bermúdez Yener Yılmaz |
| 3 juillet 2021 16h00 | Rapport | Score par quart-temps : 28-26, 23-14, 28-28, 23-16                         |                                     |                                                                      |  | Štark Arena, Belgrade Arbitres : Yohan Rosso Omar Bermúdez Yener Yılmaz |
| 3 juillet 2021 16h00 | Rapport | Score par mi-temps : 51-40, 51-44                                          |                                     |                                                                      |  | Štark Arena, Belgrade Arbitres : Yohan Rosso Omar Bermúdez Yener Yılmaz |
| 3 juillet 2021 16h00 | Rapport | Vasilije Micić, 21 Filip Petrušev, 8 Miloš Teodosić, 10 Vasilije Micić, 23 | Points Rebonds Passes d. Évaluation | Isaiah Piñeiro, 23 Gary Browne, 5 Gary Browne, 10 Isaiah Piñeiro, 24 |  | Štark Arena, Belgrade Arbitres : Yohan Rosso Omar Bermúdez Yener Yılmaz |

Finale :
| 4 juillet 2021 20h30 | Rapport | Serbie                                                                       | 95-102                              | Italie                                                                          |  | Štark Arena, Belgrade Arbitres : Guilherme Locatelli Yohan Rosso Mārtiņš Kozlovskis |
| 4 juillet 2021 20h30 | Rapport | Score par quart-temps : 22-28, 23-29, 18-23, 32-22                           |                                     |                                                                                 |  | Štark Arena, Belgrade Arbitres : Guilherme Locatelli Yohan Rosso Mārtiņš Kozlovskis |
| 4 juillet 2021 20h30 | Rapport | Score par mi-temps : 45-57, 50-45                                            |                                     |                                                                                 |  | Štark Arena, Belgrade Arbitres : Guilherme Locatelli Yohan Rosso Mārtiņš Kozlovskis |
| 4 juillet 2021 20h30 | Rapport | Danilo Anđušić, 27 Nikola Kalinić, 6 Teodosić, Kalinić, 5 Filip Petrušev, 29 | Points Rebonds Passes d. Évaluation | Nico Mannion, 24 Achille Polonara, 12 Alessandro Pajola, 6 Achille Polonara, 32 |  | Štark Arena, Belgrade Arbitres : Guilherme Locatelli Yohan Rosso Mārtiņš Kozlovskis |